# Peromyscus hooperi
Peromyscus hooperi är en däggdjursart som beskrevs av Lee och David J. Schmidly 1977. Peromyscus hooperi ingår i släktet hjortråttor, och familjen hamsterartade gnagare. IUCN kategoriserar arten globalt som livskraftig. Inga underarter finns listade i Catalogue of Life.
Arten når en kroppslängd (huvud och bål) av 80 till 86 mm, en svanslängd av 92 till 132 mm och en vikt av 20 till 24 g. Bakfötterna är 19 till 23 mm långa och öronen är 17 till 22 mm stora. Den gråa pälsen på ovansidan har bruna nyanser. Pälsen blir fram till kroppssidorna gulbrun och undersidans päls är krämfärgad. Arten har vita fötter. Svansen är uppdelad i en gråbrun ovansida och en vitaktig undersida. Av honans 6 spenar ligger 2 på buken och 4 vid ljumsken.
Denna gnagare förekommer i en bergskedja i norra Mexiko. Den lever i regioner som ligger 1000 till 2100 meter över havet. Habitatet utgörs av bergsängar som ligger mellan öknen i dalgångarna och buskskogarna (chaparral) på bergstopparna. Förutom gräs (bland annat av släktet Bouteloua) kännetecknas växtligheten av arter från släktena Dasylirion, Nolina, palmliljesläktet (Yucca) och agavesläktet (Agave).
Individerna är aktiva på natten och de äter främst frön, nötter, insekter och andra ryggradslösa djur. Honan är i genomsnitt 33,5 dagar dräktig och sedan föds mellan mars och maj en kull med cirka 3 ungar. Nyfödda honor i fångenskap var efter ungefär 69 dagar för första gången brunstig.